# 오버하우젠
오버하우젠(독일어: Oberhausen)은 독일 서부 노르트라인베스트팔렌주에 있는 인구 214,024명(2009년 기준)의 도시로, 라인강의 지류 엠셔강 연안에 위치한다. 루르 지방의 주요 공업도시 중 하나이며 뒤스부르크·에센과 접한다. 에센, 겔젠키르헨, 도르트문트, 뒤셀도르프로부터 매우 가까운 거리에 위치해 있다.
중세 시대에 건립된 성벽·성당·수도원도 있으나 시의 역사는 19세기에 시작된다. 1847년 철도역이 들어서면서 부근의 성벽 이름을 따서 오버하우젠 역이 생겼고 이후에야 지자체가 형성되었다. 19세기 후반 부근의 공업 발달과 함께 인구가 늘어나 1901년 오버하우젠 시가 되었다. 부근에 석탄·철이 풍부하여 각종 공업이 크게 발달하였다. 사방으로 통하는 도로와 철도가 있으며 뒤스부르크와 지하철로 연결된다. 단편 영화를 다루는 오버하우젠 국제 단편 영화제가 매년 열린다.

## 인구
| 연도    | 인구    | ±%      |
| ------- | ------- | ------- |
| 1862    | 5,590   | —       |
| 1871    | 12,805  | +129.1% |
| 1900    | 42,148  | +229.2% |
| 1910    | 89,900  | +113.3% |
| 1919    | 98,677  | +9.8%   |
| 1925    | 105,121 | +6.5%   |
| 1933    | 192,345 | +83.0%  |
| 1939    | 191,842 | −0.3%   |
| 1950    | 202,808 | +5.7%   |
| 1961    | 256,773 | +26.6%  |
| 1970    | 246,736 | −3.9%   |
| 1987    | 220,286 | −10.7%  |
| 2001    | 221,619 | +0.6%   |
| 2011    | 210,216 | −5.1%   |
| 2017    | 211,422 | +0.6%   |
| source: |         |         |